# Stosunki Kosowa z Unią Europejską
     Uznają Republikę Kosowa
     Nie uznają Republiki Kosowa
     Kosowo

Państwa członkowskie UE wobec Kosowa
Uznają Republikę Kosowa
Nie uznają Republiki Kosowa
Kosowo

Stosunki Unii Europejskiej z Kosowem – 22 z 27 państw UE uznało niepodległość Kosowa. Natomiast 3 państwa oficjalnie jej nie uznały (Cypr, Hiszpania, Rumunia), a pozostałe 2 jeszcze nie ustosunkowały się oficjalnie w tej sprawie (Grecja, Słowacja). W umowie stowarzyszeniowej Unia (czeka na ratyfikację) potwierdza granice Serbii. Włochy wezwały wszystkie kraje członkowskie UE do wstrzymania się ws. wniosku Serbii do Międzynarodowego Trybunału Sprawiedliwości.
15 grudnia 2022 roku Kosowo złożyło formalny wniosek o członkostwo w Unii Europejskiej.

## Gospodarka i pomoc UE
6 października 2008 podpisano porozumienie finansowe pomiędzy Komisją Europejską a Republiką Kosowa, opiewającą pomoc ze strony UE w granicach 122,7 mln euro, darowanych Kosowu w ramach programu pomocy ekonomicznej Instrument for Pre-Accession Assistance (IPA). Jest to część obiecanej pomocy w wysokości 508 mln euro w skali roku ze strony Komisji Europejskiej. KE podjęła to zobowiązanie na siebie na tzw. Konferencji Darczyńców dla Kosowa (ang. Donors’ Conference for Kosovo) w lipcu 2008. W zamian, Republika Kosowa zobowiązała się poprawić przestrzeganie prawa i zwalczanie przestępczości, konserwację zabytków i mienia kulturowego na obszarze Kosowa, wsparcie rozwoju niezależnych organów masowego przekazu i swobodnego życia polityczno-kulturalnego w kraju. Fundusze także mają poprawić infrastrukturę, oszczędne używanie energii, w tym wdrożenie energetycznych zasobów odnawialnych. Ogólnie chodzi o usprawnienie gospodarki, szkolnictwa, rynku zatrudnienia i powszechnej opieki zdrowotnej.

## Działania organów Unii Europejskiej
Misje / organy / instytucje Unii w Kosowie:
- EULEX Kosowo[5]
- Specjalny Reprezentant UE dla Kosowa[6]
- Europejska Agencja Restrukturyzacji[7]
- Przedstawicielstwo Komisji Europejskiej w Kosowie[8]